# Bortom gott och ont
Bortom gott och ont (tyska: Jenseits von Gut und Böse) är en bok av den tyske filosofen Friedrich Nietzsche, utgiven 1886.
I boken förberedde Nietzsche sin senare utvecklade lära om "viljan till makt" som det viktigaste för mänskligheten. Titeln kom senare att fungera som slagord och programbeskrivning för hela den av Nietzsche skapade värdenihilismen.